# Parafia Miłosierdzia Bożego w Ożarowie Mazowieckim
Parafia pw. Miłosierdzia Bożego w Ożarowie Mazowieckim – rzymskokatolicka parafia należąca do dekanatu laseckiego, archidiecezji warszawskiej, metropolii warszawskiej Kościoła katolickiego, z siedzibą w Ożarowie Mazowieckim. Obsługiwana przez księży Pallotynów.

## Historia
Parafia została erygowana w 1939. Obecny kościół parafialny pochodzi z lat 1980–1989. Wzniesiony według projektu architektów: Franciszka Bednarza, Leszka Klajnerta i Janusza Maliszewskiego. Witraże wykonali: Michał Zaborowski, Andrzej Janota. Konsultantem ze strony Stowarzyszenia Księży Pallotynów był ks. prof. Stanisław Kobielus. Wejście do świątyni jest ozdobione olbrzymim witrażem, przedstawiającym postać  Chrystusa.
6 kwietnia 1997 kard. Józef Glemp podniósł Kościół pod wezwaniem Miłosierdzia Bożego do rangi sanktuarium.

## Proboszczowie
- ks. Romuald Kozłowski: 13.8.1939 – 14.09.1945
- ks. Emilian Skrzecz: 30.09.1945 – 28.12.1970
- ks. Stanisław Jojczyk SAC: 01.01.1971 – 28.08.1974
- ks. Stanisław Martuszewski SAC: 01.09.1974 – 25.08.1984
- ks. Antoni Czulak SAC: 26.08.1984 – 21.08.1993
- ks. Józef Pierzchalski SAC: 22.08.1993 – 24.08.1996
- ks. Zygmunt Rutkowski SAC: 25.08.1996 – 02.08.2005
- ks. Jarosław Buchholtz SAC: 03.08.2005 – 02.08.2008
- ks. Jan Latoń SAC: 03.08.2008 – 17.08.2014
- ks. Stanisław Zarosa SAC: 18.08.2014 – 08.08.2017
- ks. Zdzisław Słomka SAC: 09.08.2017 – 16.07.2023
- ks. Radosław Wileński SAC: 17.07.2023 -

## Wspólnoty i Grupy
- Żywy Różaniec
- Akcja Katolicka
- Grupa Charytatywna
- Wspólnota Faustinum[2]
- Wspólnota Krwi Chrystusa
- Przyjaciele Oblubieńca[3]
- Ruch Rodzin Nazaretańskich
- Domowy Kościół
- Pallotyńskie Nutki[4]